# 821-es busz
A 821-es jelzésű elővárosi autóbusz Budapest, Árpád híd autóbusz-állomás és Pilisszántó, autóbusz-forduló között közlekedik, a 820-as jelzésű autóbusszal együtt. Útvonaluk annyiban tér el egymástól, hogy a 821-es Pilisvörösvár vasútállomását is érinti.

## Története
A járatot 2020. augusztus 24-én indították.

## Megállóhelyei
| 821 (Budapest, Árpád híd autóbusz-állomás – Pilisszántó, autóbusz-forduló) | 821 (Budapest, Árpád híd autóbusz-állomás – Pilisszántó, autóbusz-forduló) | 821 (Budapest, Árpád híd autóbusz-állomás – Pilisszántó, autóbusz-forduló) | 821 (Budapest, Árpád híd autóbusz-állomás – Pilisszántó, autóbusz-forduló)       | 821 (Budapest, Árpád híd autóbusz-állomás – Pilisszántó, autóbusz-forduló) | 821 (Budapest, Árpád híd autóbusz-állomás – Pilisszántó, autóbusz-forduló) | 821 (Budapest, Árpád híd autóbusz-állomás – Pilisszántó, autóbusz-forduló) | 821 (Budapest, Árpád híd autóbusz-állomás – Pilisszántó, autóbusz-forduló) |
| Sorszám (↓)                                                                | Sorszám (↓)                                                                | Megállóhely                                                                | Sorszám (↑)                                                                      | Sorszám (↑)                                                                | Átszállási kapcsolatok                                                     |                                                                            |                                                                            |
| -------------------------------------------------------------------------- | -------------------------------------------------------------------------- | -------------------------------------------------------------------------- | -------------------------------------------------------------------------------- | -------------------------------------------------------------------------- | -------------------------------------------------------------------------- | -------------------------------------------------------------------------- | -------------------------------------------------------------------------- |
|                                                                            | 0                                                                          | Árpád híd autóbusz-állomás végállomás                                      | 30                                                                               |                                                                            | 1, 1A 26, 32, 34, 106, 120 79 800, 815, 830, 832, 840, 848                 |                                                                            |                                                                            |
| 1                                                                          | Budapest, Flórián tér (Vörösvári út)                                       | 29                                                                         | 1, 1A 9, 34, 106, 111, 118, 134, 137, 218, 226, 237 800, 815, 830, 832, 840, 848 |                                                                            |                                                                            |                                                                            |                                                                            |
| 2                                                                          | Budapest, Óbudai rendelőintézet                                            | 28                                                                         | 1, 1A 137, 160, 218, 237, 260 830, 832, 840, 848                                 |                                                                            |                                                                            |                                                                            |                                                                            |
| 3                                                                          | Budapest, Bécsi út (Vörösvári út)                                          | 27                                                                         | 1, 1A, 17, 19, 41 137, 160, 218, 237, 260 800, 815, 830, 832, 840, 848           |                                                                            |                                                                            |                                                                            |                                                                            |
| 4                                                                          | Budapest, Orbán Balázs út                                                  | 26                                                                         | 160, 218, 260 830, 832, 840, 848                                                 |                                                                            |                                                                            |                                                                            |                                                                            |
| 5                                                                          | Budapest, Bojtár utca                                                      | 25                                                                         | 118, 160, 218, 260 815, 830, 832, 840, 848                                       |                                                                            |                                                                            |                                                                            |                                                                            |
| 6                                                                          | Budapest, Óbudai temető                                                    | 25                                                                         | 118, 160, 218, 260 830, 832, 840, 848                                            |                                                                            |                                                                            |                                                                            |                                                                            |
| 7                                                                          | Budapest, Bóbita utca                                                      | 24                                                                         | 260 800, 815, 830, 832, 840                                                      |                                                                            |                                                                            |                                                                            |                                                                            |
| 8                                                                          | Budapest, Üröm vasúti megállóhely                                          | 23                                                                         | 218 800, 815, 830, 832, 840, 848 S72 S76                                         |                                                                            |                                                                            |                                                                            |                                                                            |
| Budapest–Üröm közigazgatási határa                                         |                                                                            |                                                                            |                                                                                  |                                                                            |                                                                            |                                                                            |                                                                            |
|                                                                            | 9                                                                          | Üröm, Tücsök utca                                                          | 22                                                                               |                                                                            | 218 830, 832                                                               |                                                                            |                                                                            |
| Üröm–Pilisborosjenő közigazgatási határa                                   |                                                                            |                                                                            |                                                                                  |                                                                            |                                                                            |                                                                            |                                                                            |
|                                                                            | 10                                                                         | Solymár, téglagyári bekötőút                                               | 21                                                                               |                                                                            | 218 830, 832                                                               |                                                                            |                                                                            |
| 11                                                                         | Solymár, Külső Bécsi út 35.                                                | 20                                                                         | 218 830, 832                                                                     |                                                                            |                                                                            |                                                                            |                                                                            |
| 12                                                                         | Solymár, Kövesbérci utca                                                   | 19                                                                         | 218 830, 832                                                                     |                                                                            |                                                                            |                                                                            |                                                                            |
| Pilisborosjenő–Solymár közigazgatási határa                                |                                                                            |                                                                            |                                                                                  |                                                                            |                                                                            |                                                                            |                                                                            |
|                                                                            | 13                                                                         | Solymár, Szarvas                                                           | 18                                                                               |                                                                            | 218 830, 832                                                               |                                                                            |                                                                            |
| 14                                                                         | Solymári elágazás (Auchan áruház)                                          | 17                                                                         | 800, 815                                                                         |                                                                            |                                                                            |                                                                            |                                                                            |
| Solymár–Pilisvörösvár közigazgatási határa                                 |                                                                            |                                                                            |                                                                                  |                                                                            |                                                                            |                                                                            |                                                                            |
|                                                                            | 15                                                                         | Pilisvörösvár, 10-es számú út, útőrház                                     | 16                                                                               |                                                                            | 800, 815                                                                   |                                                                            |                                                                            |
| 16                                                                         | Pilisvörösvári üdülőtelep                                                  | 15                                                                         | 800, 815                                                                         |                                                                            |                                                                            |                                                                            |                                                                            |
| 17                                                                         | Pilisvörösvár, bányatelep                                                  | 14                                                                         | 799, 800, 815                                                                    |                                                                            |                                                                            |                                                                            |                                                                            |
| 18                                                                         | Pilisvörösvár, Fő út 31.                                                   | 13                                                                         | 799, 800, 815                                                                    |                                                                            |                                                                            |                                                                            |                                                                            |
| 19                                                                         | Pilisvörösvár, városháza                                                   | 12                                                                         | 799, 800, 815                                                                    |                                                                            |                                                                            |                                                                            |                                                                            |
| 20                                                                         | Pilisvörösvár, kultúrház                                                   | 11                                                                         | 799, 800, 815, 830, 831, 856                                                     |                                                                            |                                                                            |                                                                            |                                                                            |
| 21                                                                         | Pilisvörösvár, vasútállomás bejárati út                                    | 10                                                                         | 799, 800, 815, 830, 831, 856                                                     |                                                                            |                                                                            |                                                                            |                                                                            |
| 0                                                                          | 22                                                                         | Pilisvörösvár, vasútállomás végállomás                                     | 9                                                                                | 9                                                                          | 799, 830, 831, 856, 8516, 8520, 8521 S72 Z72 S76                           |                                                                            |                                                                            |
| 1                                                                          | 23                                                                         | Pilisvörösvár, vasútállomás bejárati út                                    | 8                                                                                | 8                                                                          | 799, 800, 815, 830, 831, 856                                               |                                                                            |                                                                            |
| 2                                                                          | 24                                                                         | Pilisvörösvár, Eperjesi utca                                               | 7                                                                                | 7                                                                          | 830, 831                                                                   |                                                                            |                                                                            |
| 3                                                                          | 25                                                                         | Pilisvörösvár, Csokonai utca                                               | 6                                                                                | 6                                                                          | 830, 831 S72 S76                                                           |                                                                            |                                                                            |
| 4                                                                          | 26                                                                         | Pilisvörösvár, Karátsonyi-liget                                            | 5                                                                                | 5                                                                          | 830, 831                                                                   |                                                                            |                                                                            |
| 5                                                                          | 27                                                                         | Pilisvörösvár, Szent Erzsébet Otthon                                       | ∫                                                                                | ∫                                                                          | 830, 831                                                                   |                                                                            |                                                                            |
| Pilisvörösvár–Pilisszántó közigazgatási határa                             |                                                                            |                                                                            |                                                                                  |                                                                            |                                                                            |                                                                            |                                                                            |
| 6                                                                          | 28                                                                         | Pilisszántó, kishíd                                                        | 4                                                                                | 4                                                                          | 830, 831                                                                   |                                                                            |                                                                            |
| 7                                                                          | 29                                                                         | Pilisszántó, Vörösmarty utca 43.                                           | 3                                                                                | 3                                                                          | 830, 831                                                                   |                                                                            |                                                                            |
| 8                                                                          | 30                                                                         | Pilisszántó, posta                                                         | 2                                                                                | 2                                                                          | 830, 831                                                                   |                                                                            |                                                                            |
| 9                                                                          | 31                                                                         | Pilisszántó, községháza                                                    | 1                                                                                | 1                                                                          | 830, 831                                                                   |                                                                            |                                                                            |
| 10                                                                         | 32                                                                         | Pilisszántó, autóbusz-forduló végállomás                                   | 0                                                                                | 0                                                                          | 830, 831                                                                   |                                                                            |                                                                            |